# Thalassodes umbrimedia
Thalassodes umbrimedia là một loài bướm đêm trong họ Geometridae.